# Bagneux – Lucie Aubrac (Métro Paris)

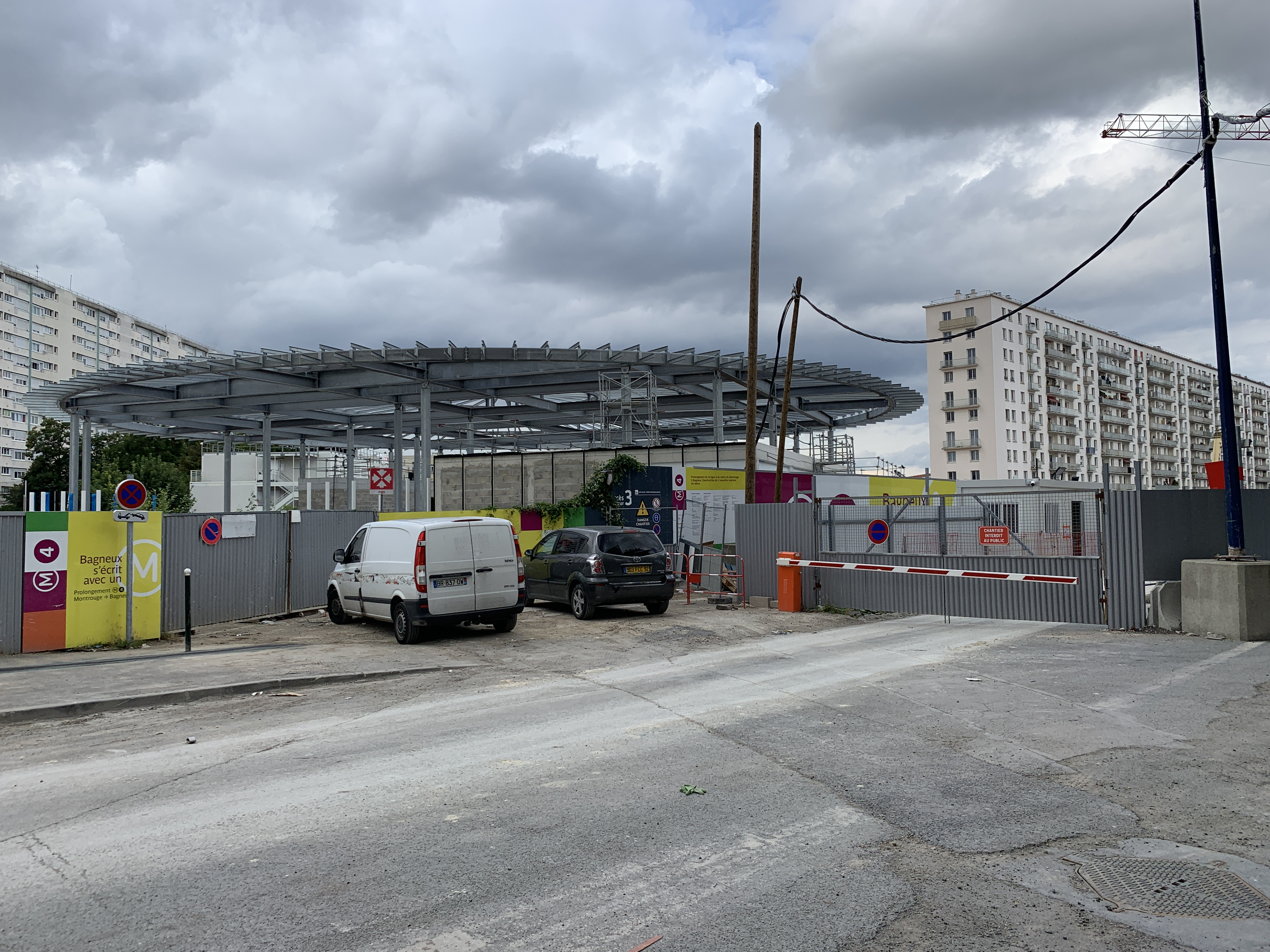
Die Station im Bau (Juni 2020)

Bagneux – Lucie Aubrac ist der Name einer unterirdischen Station der Linie 4 der Pariser Métro. Sie befindet sich in Bagneux, Département Hauts-de-Seine, wenige Kilometer südlich der Pariser Stadtgrenze. Der Haupteingang befindet sich an der Avenue Henri-Barbusse. Ein Nebeneingang ist an der Avenue de Stalingrad.
Die Station wurde am 13. Januar 2022 eröffnet. Sie ist Teil der Verlängerung um drei Stationen von Porte d’Orléans bis Bagneux. Der Projektbeginn für die 2,7 Kilometer lange Strecke war im Januar 2001, die öffentliche Auslegung vom Januar bis zum März 2004. Erste Bauarbeiten begannen Ende 2005 / Anfang 2006. Die Inbetriebnahme des ersten Abschnittes bis Mairie de Montrouge fand am 23. März 2013 statt. Finanziert wird das Projekt vom Staat, der Region, den Gemeinden und der RATP. Die Bauarbeiten für den letzten 1,9 Kilometer langen Abschnitt bis Bagneux begannen im Jahr 2014 und sind nach mehreren Bauverzögerungen 2022 abgeschlossen.
Der Name lautet Bagneux - Lucie Aubrac. Zur endgültigen Namensfindung wurde ein bisher nie dagewesenes Verfahren eingesetzt. Es wurde eine öffentliche Online-Abstimmung lanciert, wodurch jeder die Möglichkeit hatte, während einer Frist von einem Monat seine Stimme für einen Favoriten abzugeben. Es beteiligten sich mehr als 30.000 Menschen an der Abstimmung. Kriterien für den Namen waren, dass die Namen einen Bezug zum Ort haben und nicht zu lang sein sollten. Am 19. Juni 2018 gab Ile-de-France Mobilités bekannt, dass der Name Lucie Aubrac gewählt wurde, der sich an Bagneux anfügt. Die Wahl eines Frauennamens wurde sehr begrüßt, da bislang nur sieben der 303 Stationen der Pariser Métro einen Frauennamen tragen. Neben Lucie Aubrac standen noch Champ des oiseaux und Nina Simone zur Wahl. In der gleichen Abstimmung wurde auch für die Nachbarstation, die im gleichen Bauabschnitt fertiggestellt werden soll gesucht. Hier fiel die Entscheidung auf Barbara, ebenfalls einer Frau.
Es wird eine Umsteigemöglichkeit zur zukünftigen Linie 15 der Métro Paris geben, die ebenfalls einen Haltepunkt an der Station Bagneux – Lucie Aubrac haben wird.